# Declarația de la Moscova
Declarația de la Moscova a fost semnată în timpul Conferinței de la Moscova la 30 octombrie 1943. Denumirea oficială a declarației este „Declarația celor patru națiuni asupra securității generale”. Actul a fost semnat de miniștrii de externe ai Statelor Unite ale Americii, Uniunii Sovietice, Chinei și Regatului Unit. Declarația are patru secțiuni destincte. 

## Declarația celor patru națiuni unite
În secțiunea „Declarația celor patru națiuni unite” guvernele Statelor Unite, Regatului Unit, Uniunii Sovietice și Chinei, în conformitate cu prevederile Declarației Națiunilor Unite din inauarie 1942 și ale declarațiilor următoare, afirmau angajamentele lor pentru continuarea ostilităților împotriva Puterilor Axei cu care respectivele state se aflau în război, până când sus-numitele puteri ar fi depus armele pe bazele capitulării necondiționate. Cele patru guverne recunoșteau necesitatea înființării cât mai repede cu putință a unei organizații internaționale bazate pe pricipiile suveranității egale ale statelor iubitoare de pace și declarau sus-numita organizată deschisă tuturor statelor care să corespundă acestei condiții, indiferent de mărime, în scopul menținerii păcii și securității internaționale (ONU). 

## Declarația cu privire la Italia
În secțiunea „Declarația cu privire la Italia” miniștrii de externe american, britanic și sovietic declarau că fascismul și influența lui trebuie distruse complet și că poporului italian îi trebuie oferită șansa să-și aleagă guvernul și restul instituțiilor statului pe bazele principiilor democratice.

## Declarația cu privire la Austria
În secțiunea '„Declarația cu privire la Austria” miniștrii de externe american, britanic și sovietic declarau că anexarea țării de către Germania Nazistă (Anschluss) era nulă și neavenită. Declarația afirma necesitatea restabilirii statului austriac independent după victoria aliată împotriva Germaniei. 

## Declarația cu privire la atrocități
Secțiunea finală a Declarației de la Moscova intitulată „Declarația cu privire la atrocități” a fost semantă de președintele american Franklin D. Roosevelt, prim-ministrul britanic Winston Churchill și premierul sovietic Iosif Vissarionovici Stalin. Ei declarau că există dovezi clare ale atrocităților, masacrelor și execuțiilor cu sânge rece în masă făptuite de forțele hitleriste în numeroase dintre țările pe care le-au cucerit și din care erau alungate treptat. Germanii vinovați de aceste crime trebuiau arestați și trimiși în statele mai înainte numite, unde trebuiau judecați de popoarele pe care le-au asuprit. În cazul germanilor ale căror crime nu puteau fi localizate concret din punct de vedere geografic, ei trebuiau judecați și condamnați printr-o decizie comună a guvernelor Aliaților. 
Declarația cu privire la atrocități a fost concepută în principal de Winston Churchill și a dus la formarea Comisia Europeană Consultativă care avea să conceapă principiile după care urma să funcționeze Tribunalul Militar Internațional pentru judecarea principalilor criminali de război.